# Scarlet
Scarlet (títol original en francès, L'envol) és una pel·lícula dramàtica del 2022, dirigida per Pietro Marcello, a partir d'un guió de Marcello, Maurizio Braucci, Maud Amelin i Geneviève Brisac. Es basa lliurement en la novel·la Àlie parussà d'Aleksandr Grin. És protagonitzada per Raphaël Thierry, Juliette Jouan, Louis Garrel, Noémie Lvovsky, Ernst Umhauer, François Négret i Yolande Moreau. Va ser una producció liderada per França amb coproductores d'Itàlia, Alemanya i Rússia. S'ha doblat i subtitulat al català.
Es va estrenar al Festival de Canes el 18 de maig de 2022, a la secció de la Quinzena de Cineastes.